# 剑桥大学评议会大楼

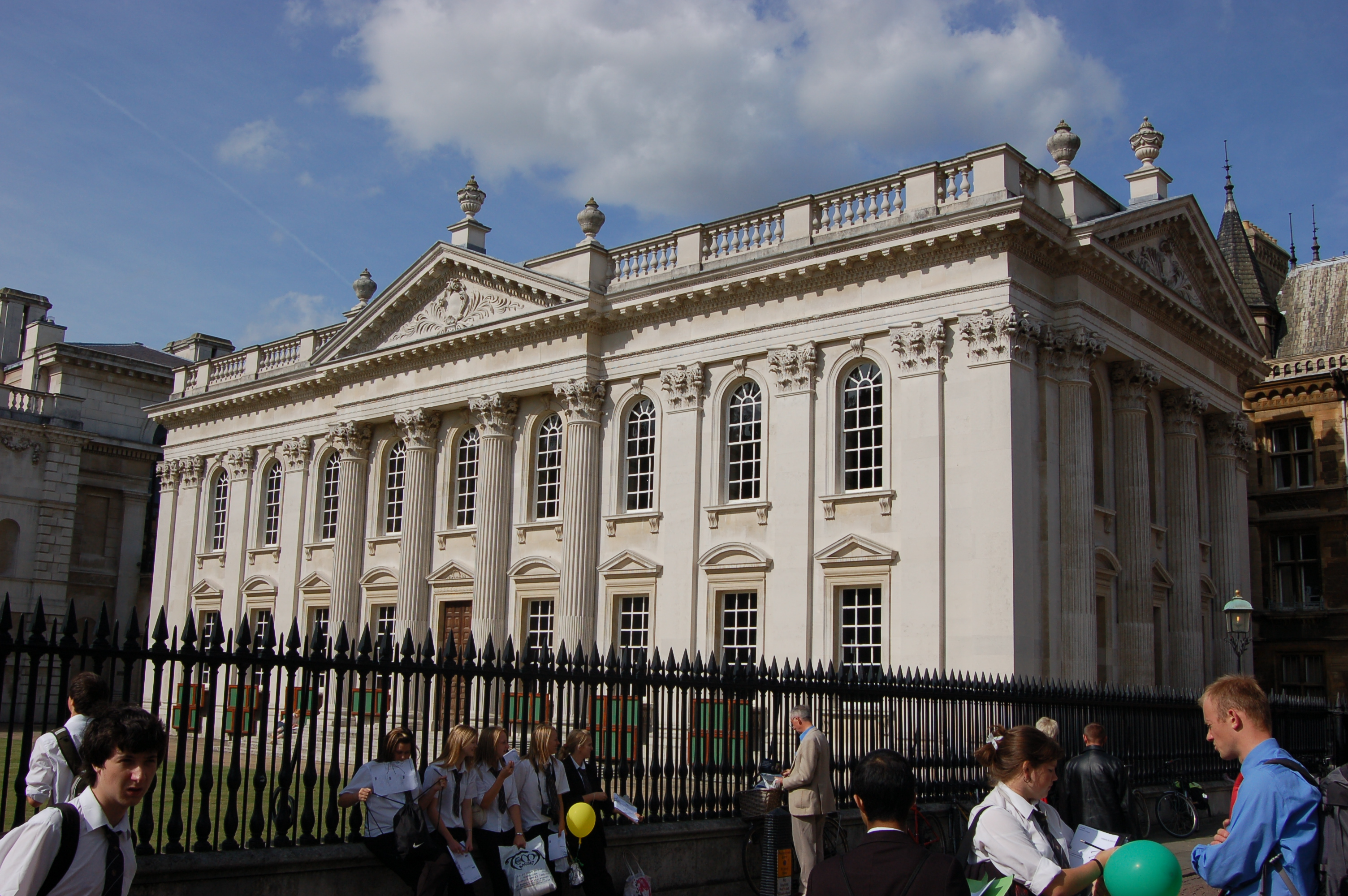
剑桥大学评议会大楼

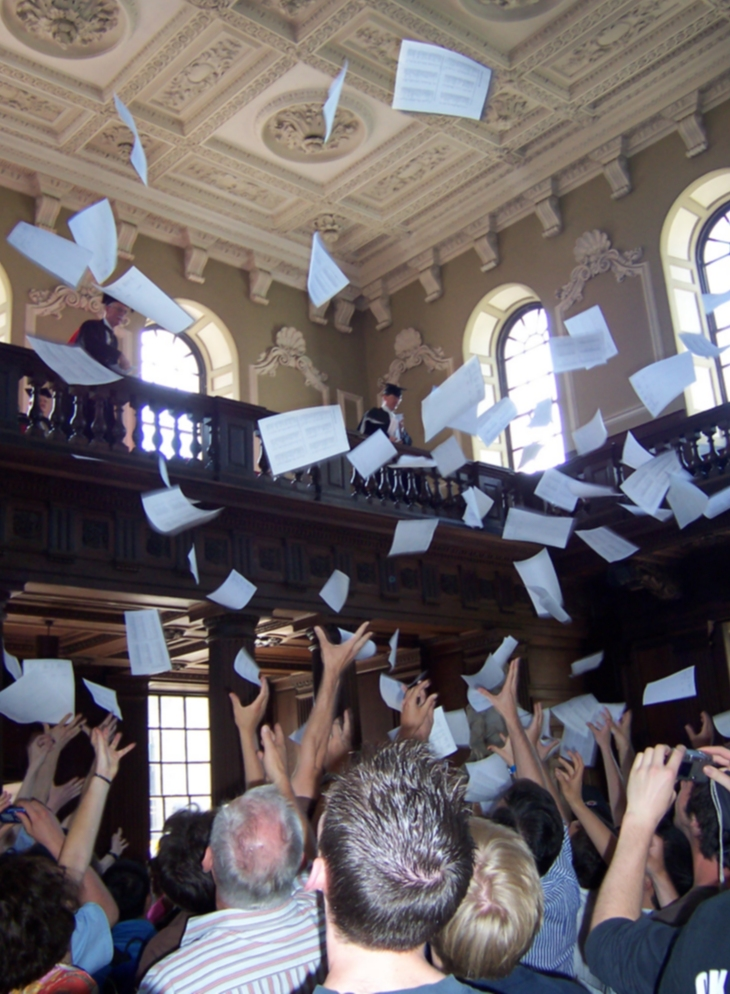

剑桥大学评议会大楼（Senate House）现在主要用于学位仪式。此前曾用作剑桥大学评议会会议地点。它位于剑桥市中心，介于国王学院和冈维尔与凯斯学院之间，建于1722–1730年，新古典主义风格。1722年6月22日举行奠基仪式。此处原有一座住宅，1720年6月11日的一项国会法案将其收买。1730年7月投入使用时，西端尚未完成。